# Arctosa chungjooensis
Arctosa chungjooensis là một loài nhện trong họ Lycosidae.
Loài này thuộc chi Arctosa. Arctosa chungjooensis được Kap Yong Paik miêu tả năm 1994.